# Nina Ansaroff
Nina Ann Ansaroff (født 3 december 1985 i Weston i USA), er en amerikansk MMA-uddøver som siden 2014 har konkurreret i organisationen Ultimate Fighting Championship (UFC).